# Episodi di Un caso per due (decima stagione)
La decima stagione della serie televisiva tedesca Un caso per due, composta da 10 episodi, è andata in onda in Germania sul canale ZDF a partire dal 26 gennaio 1990.
| nº | Titolo originale | Titolo italiano          | Prima TV Germania | Prima TV Italia |
| -- | ---------------- | ------------------------ | ----------------- | --------------- |
| 1  | Roter Freitag    | Il segreto della vittima | 26.01.1990        |                 |
| 2  | Blutige Rosen    | Investito e abbandonato  | 23.02.1990        |                 |
| 3  | Bruderhaß        | Odio tra fratelli        | 23.03.1990        |                 |
| 4  | Der zweite Mann  | L'altro complice         | 11.05.1990        |                 |
| 5  | Tödlicher Irrtum | Errore fatale            | 29.06.1990        |                 |
| 6  | Bumerang         | Effetto boomerang        | 10.08.1990        |                 |
| 7  | Madonna          | Messaggio dal carcere    | 28.09.1990        |                 |
| 8  | Schwarze Schafe  | Pecore nere              | 26.10.1990        |                 |
| 9  | Blutiges Gold    | Oro insanguinato         | 23.11.1990        |                 |
| 10 | Vaterliebe       | Amore paterno            | 21.12.1990        |                 |

## Il segreto della vittima
- Titolo originale: Roter Freitag
- Diretto da: Jörg Grünler
- Scritto da: Josef Rölz
- Interpreti: Claus Theo Gärtner - Josef Matula, Rainer Hunold - Dr. Rainer Franck, Angelika Bender - Marion Bader, Wolf-Dietrich Berg - Heini Schäfer, Walter Buschhoff - Dr. Drechsler, Cornelia Corba, Raphaela Dell - Angelika Petzold, Bruno Eyron - Heinz Kramberg, Hans Peter Hallwachs - Dirk Petzold, Joachim Regelien, Martin Rickelt, Katharine Rupp, Daniela Ziegler - Moni Katzer, Peter Zilles - Bruno Bader

### Trama
Una donna, Petzold, cliente dell'avvocato Franck, viene ritrovata morta su una catasta di legna, verosimilmente come prostituta. Il marito, convinto che la moglie non fosse una prostituta, convince l'avvocato, e Matula, di indagare sull'omicidio.

## Investito e abbandonato
- Titolo originale: Blutige Rosen
- Diretto da: Jörg Grünler
- Scritto da: Wolfgang Büld e Stefan Cantz
- Interpreti: Claus Theo Gärtner - Josef Matula, Rainer Hunold - Dr. Rainer Franck, Michael Benthin, Otto Bleidner, Stephanie Bothor - Andrea, Achim Buch, Wilfried Elste, Sofie Engelke, Jan Fedder - Charly, Katja Flint - sig.ra Naumann, Renate Kohn - Helga, Christiane Krüger, Andreas Mach, Klaus Peeck, Henning Schimke, Birgit Schrowange, Werner Schwuchow, Lorenz Weisz

### Trama
Un ladro d'auto, Uwe Kroll, è arrestato dopo il furto dell'auto del Dr. Naumann, ma l'auto risulta coinvolta in un incidente con un morto. Kroll chiede a Franck aiuto manifestando la sua innocenza per l'incidente appena accaduto. Franck e Matula iniziano ad indagare sulla famiglia di Naumann.

## Odio tra fratelli
- Titolo originale: Bruderhaß
- Diretto da: Wolfgang F. Henschel
- Scritto da: Karl Heinz Willschrei
- Interpreti: Claus Theo Gärtner - Josef Matula, Rainer Hunold - Dr. Rainer Franck, Rolf Beuckert, Jessica Kosmalla - Kathrin Vasall, Nikolas Lansky, Ilse Neubauer - Martha Herz, Horst Michael Neutze - Arndt Vasall, Bernd Ripken, Michael Roll - Peter Schröder, Rüdiger Rotter, Jochen Stern, Till Topf - Kurt Vasall, Ingrid van Bergen - Eva Vasall

### Trama
L'avvocato Franck difende Arndt Vasall, accusato di aver ucciso suo fratello, anche se le prove a carico sono molto forti. Contemporaneamente il giovane Peter Schröder chiede a Matula di ritrovare la sua ragazza scomparsa, che è anche la figlia del cliente dell'avvocato Rainer.

## L'altro complice
- Titolo originale: Der zweite Mann
- Diretto da: Michael Zens
- Scritto da: Matthias Herbert
- Interpreti: Claus Theo Gärtner - Josef Matula, Rainer Hunold - Dr. Rainer Franck, Hans-Jörg Assmann, Marquard Bohm - Hermann Meier, Dieter Brandecker - Alfred Edel, Heinrich Giskes - Combat-Schütze, Renate Kohn - Helga, Günter Kasch, Joachim Kemmer - Kriminalkommissar, Sebastian Koch - Schütz, Volker Niederfahrenhorst, Ralf Richter - Peter Bach, Frank Schröder, Anja Topf - Christine

### Trama
Matula è un testimone oculare di una rapina in banca, dove il rapinatore è immediatamente ucciso da un poliziotto passante per caso nei dintorni. Durante gli interrogatori, Hermann Maier è accusato di complicità perché la sua arma viene trovata in prossimità del rapinatore ucciso. Matula, capisce che c'è qualcosa di non chiaro nella storia, e lo dice all'avvocato Franck per difesa.

## Errore fatale
- Titolo originale: Tödlicher Irrtum
- Diretto da: Frank Strecker
- Scritto da: Detlef Müller
- Interpreti: Claus Theo Gärtner - Josef Matula, Rainer Hunold - Dr. Rainer Franck, Ulrike Bliefert - Herta Kasperg, Jocelyne Boisseau - Frau Breiting, Ingrid Domann, Nadja Engelbrecht - Vera, Sofie Engelke, Andreas Fröhlich - Christoph, Uwe Karsten Koch - Kommissar Bruhn, Renate Kohn - Helga, Pete Lancaster, Günter Mack - Kurt Brocker, Max Volkert Martens - Herr Breiting, Christian Mey, Armin Rohde, Frank Schuster, Erich Will - Liebenau

### Trama
L'ex detenuto Kurt Brocker ha una nuova vita, lavora per la ditta "Kasperg - Kiesbau" e vive con la proprietaria Herta Kasperg. Il suo ex compagno di cella Liebenau lo va a trovare il giorno del suo compleanno.

## Effetto boomerang
- Titolo originale: Bumerang
- Diretto da: Marran Gosov
- Scritto da: Marran Gosov
- Interpreti: Claus Theo Gärtner - Josef Matula, Rainer Hunold - Dr. Rainer Franck, Claus Eberth - Horst Feyninger, Janna Marangosoff - Lisa Feyninger, Ulrich von Dobschütz - Schorsch Rischka, Oliver Stritzel - Hartmut Kolb, Rudolf Waldemar Brem - Harro Kreuzer, Ingeborg Schöner - Nelli Kreuzer, Ulrich Beiger - docente di musica, Wolfgang Kaven, Renate Kohn - Helga, Christine Neubauer - Kellnerin Monika, Gisbert Rüschkamp, Peter Schmitz, Marran Gosov

### Trama
Una ragazza di famiglia benestante studia pianoforte, incitata dal padre. il fidanzato viene ritrovato morto, suicida, apparentemente. Si scoprirà che non è così.

### Colonna sonora
- Sergej Vasil'evič Rachmaninov, Concerto per pianoforte e orchestra n. 2

## Messaggio dal carcere
- Titolo originale: Madonna
- Diretto da: Bernd Schadewald
- Scritto da: Theo Regnier
- Interpreti: Claus Theo Gärtner - Josef Matula, Rainer Hunold - Dr. Rainer Franck, Katharina Abt - Karin Rombach, Gerd Baltus - Heinz Rombach, Angelika Bartsch - Liane Hagen, Burkhard Driest - Malik, Uwe Fellensiek - Junkie, Heini Göbel - Substitute, Renate Kohn - Helga, Gerhard Olschewski - Herr Kauer, Sissi Perlinger, Friedrich Karl Praetorius - Kommissar Pfeifer, Lutz Reichert - Smoky, Xao Seffcheque, Margot Ziefle, Helmut Zierl - Michael Hagen

### Trama
Lo spacciatore Michael Hagen scappa dall'arresto mentre visita la madre all'ospedale. La fidanzata non lo vede mai arrivare a casa e chiede aiuto all'avv. Franck per trovarlo. Si pensa che sia stato eliminato dalla malavita degli spacciatori.

### Colonna sonora
- Udo Lindenberg, Madonna
- Roy Orbison, Only the Lonely

## Pecore nere
- Titolo originale: Schwarze Schafe
- Diretto da: Detlef Rönfeldt
- Scritto da: Marran Gosov
- Interpreti: Claus Theo Gärtner - Josef Matula, Rainer Hunold - Dr. Rainer Franck, Tilo Prückner - Willi Schumann, Adelheid Arndt – Irma Schumann, Bernd Tauber – Ralf, Doris Kunstmann – Frau Faltermayer, Heini Göbel - Substitute, Jürgen Holtz - Warneke, Sky du Mont – Horst Faltermeyer, Renate Kohn – Helga, Michael Mendl, Rosemarie Schuberth, Max Tidof, Alexa Wiegandt

### Trama
Willi Schumann, detective privato, viene aggredito da uno sconosciuto mascherato mentre lascia il suo ufficio la sera. La moglie vive su una sedia a rotelle. Inizierà a ricevere telefonate minatorie e chiederà aiuto all'avv. Franck e a Matula.

## Oro insanguinato
- Titolo originale: Blutiges Gold
- Diretto da: Gabriela Zerhau
- Scritto da: Matthias Herbert
- Interpreti: Claus Theo Gärtner - Josef Matula, Rainer Hunold - Dr. Rainer Franck, Walter Kreye - Dieter Kesten, Leonard Lansink - Bernd Jöst, Hansa Czypionka - Nicolai Berger, Wolfgang Bathke - Kommissar, Angela Göckel - Marion Kesten, Petra Zieser - Angelika, Artur Albrecht, Helga Bender, Eric P. Caspar - Herbert Clewen, Wilfried Elste, Evelyn Faber, Petra Fahrnlaender, Heidy Forster, Heini Göbel - Substitute, Hans-Joachim Heist, Dieter Junck, Renate Kohn - Helga, Else Quecke, Bernd Ripken, Eckart Rühl, Wolfgang Ziemssen

### Trama
Marion e Dieter Kesten praticano una "coppia aperta". Un giorno Marion dice al marito che vuole lasciarlo per il suo amante. Dieter lascia la casa. Chiederà aiuto all'avv. Franck, quando Marion verrà ritrovata in una stanza.

## Amore paterno
- Titolo originale: Vaterliebe
- Diretto da: Michael Mackenroth
- Scritto da: Barbara Engelke
- Interpreti: Claus Theo Gärtner - Josef Matula, Rainer Hunold - Dr. Rainer Franck, Jeanette Becker, Peter Fitz - Thomas Schuster, Heini Göbel - Substitute, Ricarda Hanisch, Heinz Hoenig - Viktor Brandau, Renate Kohn - Helga, Till Krabbe, Ulrike Kriener - Corinna Schuster, Hansjoachim Krietsch, Volker Niederfahrenhorst, Dominic Raacke - Karl Meinke, Eckart Rühl - Kommissar Steiner, Roswitha Schreiner - Biggi Steinhaus, Hans Zürn

### Trama
Corinna Schuster chiede a Matula di seguire l'ex marito violeto che importuna la figlia. Quando Brandau ricatta la coppia della famiglia della ragazza per smettere di seguire la figlia, interviene l'avv. Franck.